# Nationalliga B (Eishockey) 1949/50
Die Saison 1949/50 war die dritte reguläre Austragung der Nationalliga B, der zweithöchsten Schweizer Spielklasse im Eishockey. Der Zweitligameister HC Ambrì-Piotta qualifizierte sich für die NLA-Relegation, in der er jedoch scheiterte. 